# 謝沢
謝 沢（しゃ たく、生年不詳 - 1449年）は、明代の官僚・軍人。本貫は紹興府上虞県。

## 生涯
1418年（永楽16年）、進士に及第した。南京刑部主事から広西参政として出向した。1449年（正統14年）、通政使に抜擢され、白羊口を守備することとなった。ときに明の親征軍が土木でオイラトのエセン・ハーンに敗れており、北辺守備の任にあたる者たちの多くが逃亡していたが、謝沢は子の謝儼に別れを告げて白羊口に赴任した。数日経たずして、エセンの兵が大挙して白羊口に侵入し、守将の呂鐸は逃走した。謝沢は兵を率いて山口を扼したが、大風が砂を巻き上げ、人馬の弁別ができないほどの悪天候となった。他関に移って敵を避けるよう勧める者があったが、謝沢は聞き入れなかった。オイラト軍がやってくると、謝沢の部隊は壊滅し、謝沢は殺害された。謝沢の戦死が奏聞されると、謝儼は大理寺評事とされた。